# Серфонтен
Серфонте́н (фр. Cerfontaine, валлон. Cerfontinne) — коммуна в Валлонии, расположенная в провинции Намюр, округ Филиппвиль. Принадлежит Французскому языковому сообществу Бельгии. На площади 83,45 км² проживают 4546 человек (плотность населения — 54 чел./км²), из которых 50,04 % — мужчины и 49,96 % — женщины. Средний годовой доход на душу населения в 2003 году составлял 9840 евро.
Почтовый код: 5630. Телефонный код: 071.